# بیگا
بیگا (به ترکی استانبولی: Biga) شهری است در کشور ترکیه که در استان چاناق‌قلعه واقع شده‌است. جمعیت این شهر بر اساس سرشماری سال ۲۰۰۸ میلادی ۳۶٬۴۶۹ نفر و بر اساس برآوردهای سال ۲۰۰۹ میلادی ۳۹٬۴۲۹ نفر می‌باشد.

## نگارخانه

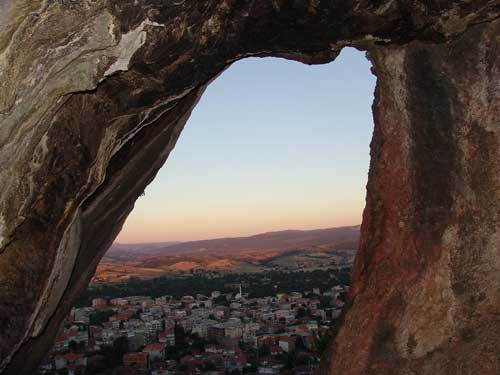
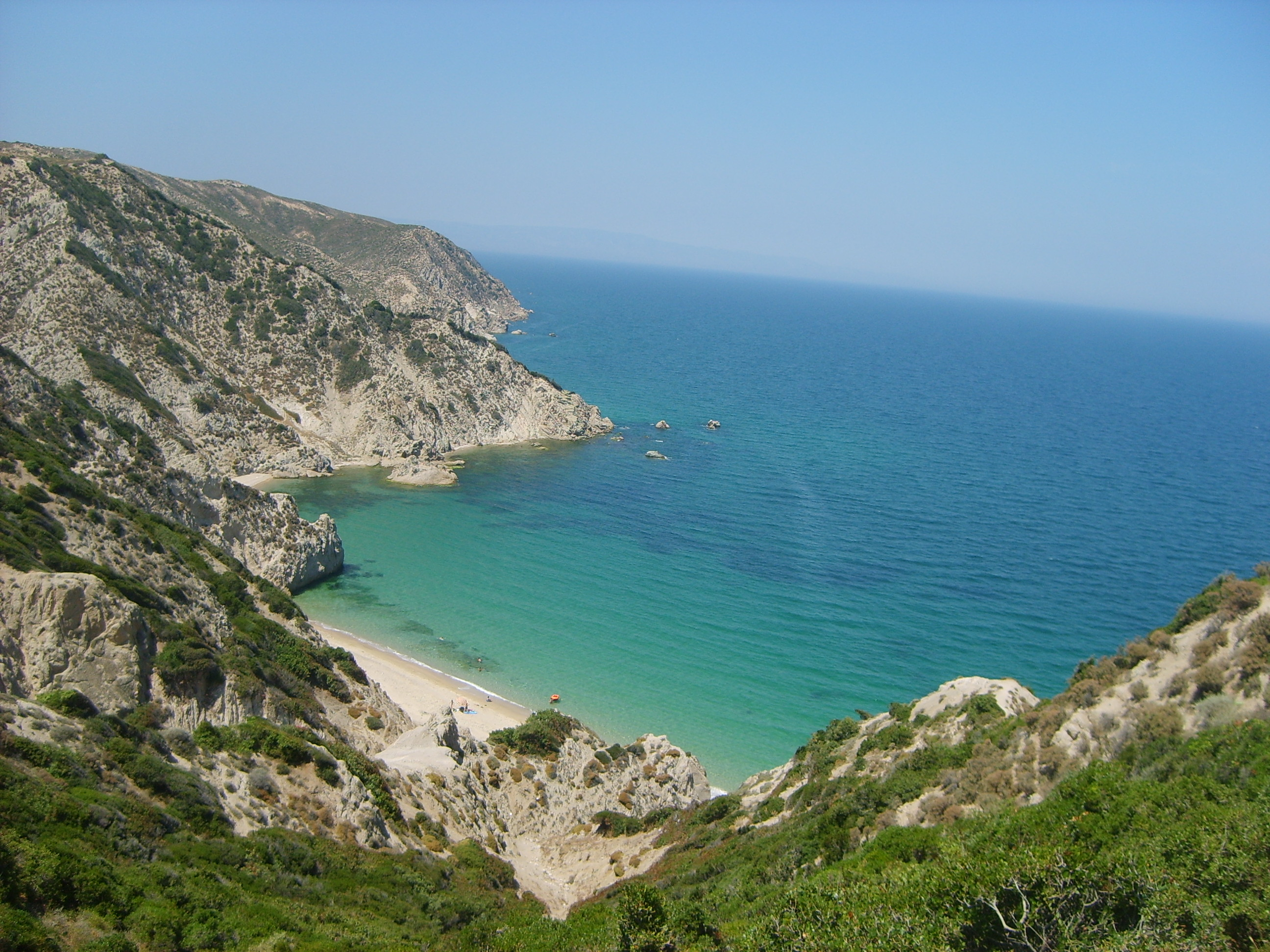
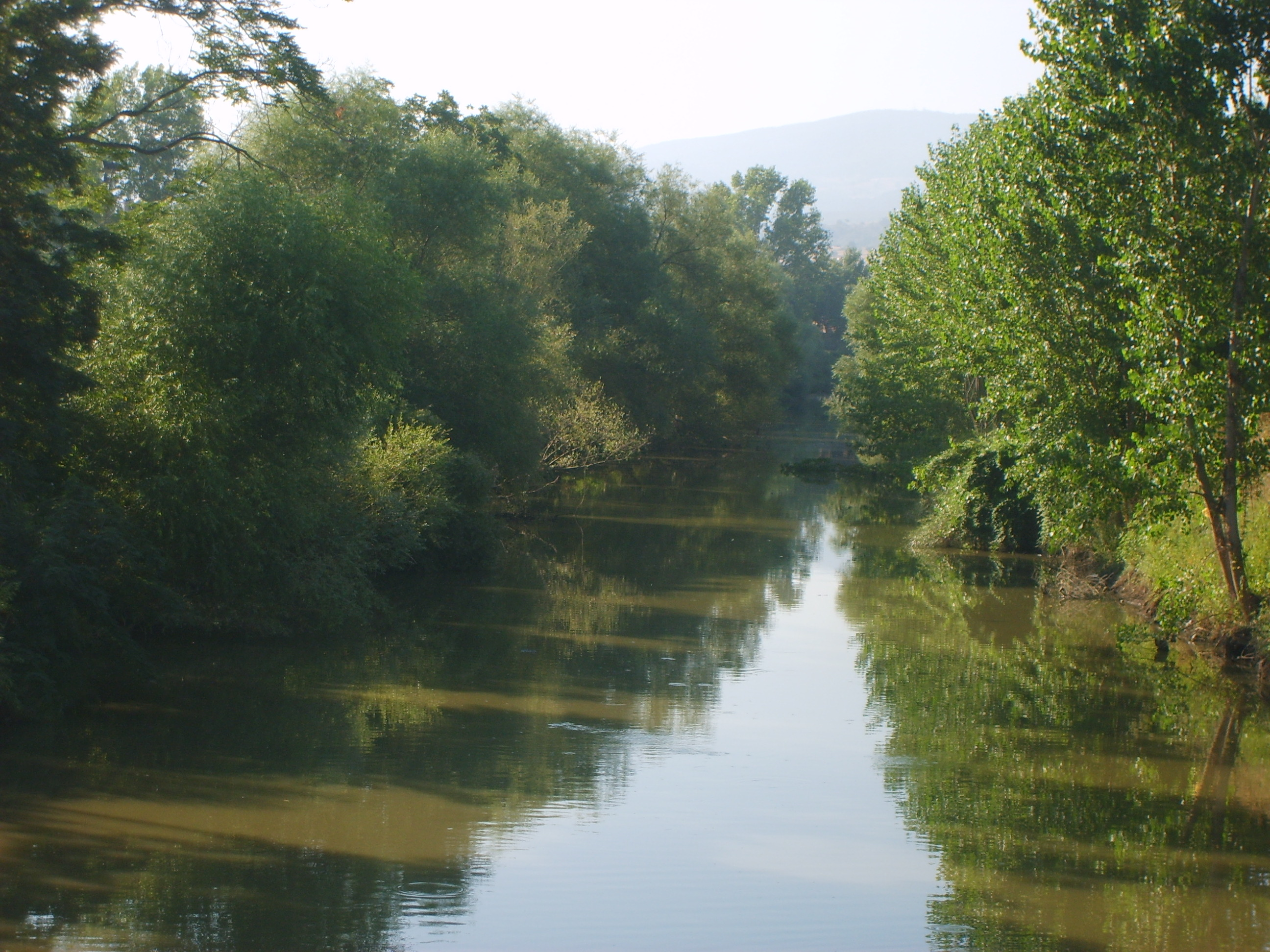